# Revuelta de los Malê

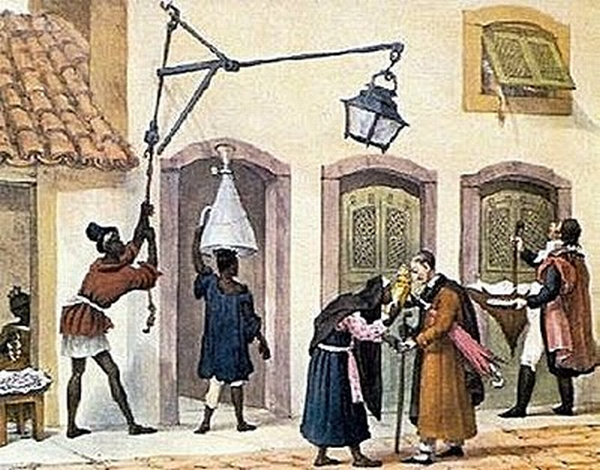
Jean-Baptiste Debret: Colecta de limosnas para las cofradías; en esta imagen se ve a un negro aportando dinero a un sacerdote (y una mano, desde la ventana de la casa, también), mientras que al fondo se retratan varios esclavos que ejercían profesiones remuneradas para la renta de sus amos (de izquierda a derecha). derecha): un vendedor ambulante, un farolero y un repartidor de agua.

La llamada Revuelta de los Malês se dio entre el 25 y 27 de enero de 1835 en la ciudad de Salvador, capital de la entonces Provincia de Bahia, en el Brasil.
Constituyó una sublevación de carácter racial, de esclavos de las etnias hausas y nagó, de religión islámica, organizados en torno a propuestas raciales para la liberación de demás esclavos africanos. El término «malê» deriva del yoruba, designando al musulmán.
Fue rápida y duramente reprimida por los poderes constituidos.

## El plano de acción de los malês
Planeada por líderes que tenían experiencias anteriores de combate, en África, de manera general, los malês proponían el fin del catolicismo, religión que les era impuesta, el asesinato y la confiscación de los bienes de todos los blancos y mulatos y la implantación de una monarquía islámica, con la esclavitud de los no musulmanes.
De acuerdo con el plan de ataque, firmado por un esclavo de nombre Mala Abubaker, los sublevados saldrían de la Vitória (actual barrio de la Barra, en Salvador) "tomando la tierra y matando toda la gente blanca". Desde allí se dirigirían a Água de Meninos y, después, para Itapagipe, donde se reunirían al restante de las fuerzas. El paso siguiente sería la invasión de los ingenios del Recóncavo y la liberación de los esclavos.

## La represión por las autoridades
Al mismo tiempo las autoridades también se organizaron rápidamente, consiguiendo repeler los ataques a los cuarteles de Salvador, poniendo en fuga a los revoltosos. Intentando salir de la ciudad, un grupo de más de 1.500 revoltosos, entre esclavos y libertos, al mando de Manuel Calafate, Aprígio y Pai Inácio, fue interceptado en la vecindad del cuartel de caballería en Água de Meninos, donde se dieron los combates decisivos, vencidos por las fuerzas oficiales, más numerosas y bien armadas.
En el enfrentamiento murieron siete integrantes de las tropas oficiales y setenta personas entre los insurgentes. Doscientos ochenta y un, entre esclavos y liberados fueron detenidos en el Fuerte de San Marcelo, y llevados ante los tribunales. Sus condenas variaron, desde la pena de muerte para los cuatro principales líderes, los trabajos forzados, el destierro, y los azotes.
Entre las pertenencias de los líderes fueron encontrados libros en árabe y oraciones musulmanas.
En esa época a los africanos les fue prohibida la circulación por las calles, durante las horas de la noche, y practicar sus ceremonias religiosas.
A pesar de haber sido rápidamente controlada, la Revuelta de los Malês sirvió para demostrar a las autoridades y élites el potencial de contestación y rebelión que significaba el mantener el régimen de esclavitud, amenaza que estuvo siempre presente durante todo el Período Regencial y se extendió durante el Gobierno personal de Pedro II.